# Smoot-Hawley Tariff Act

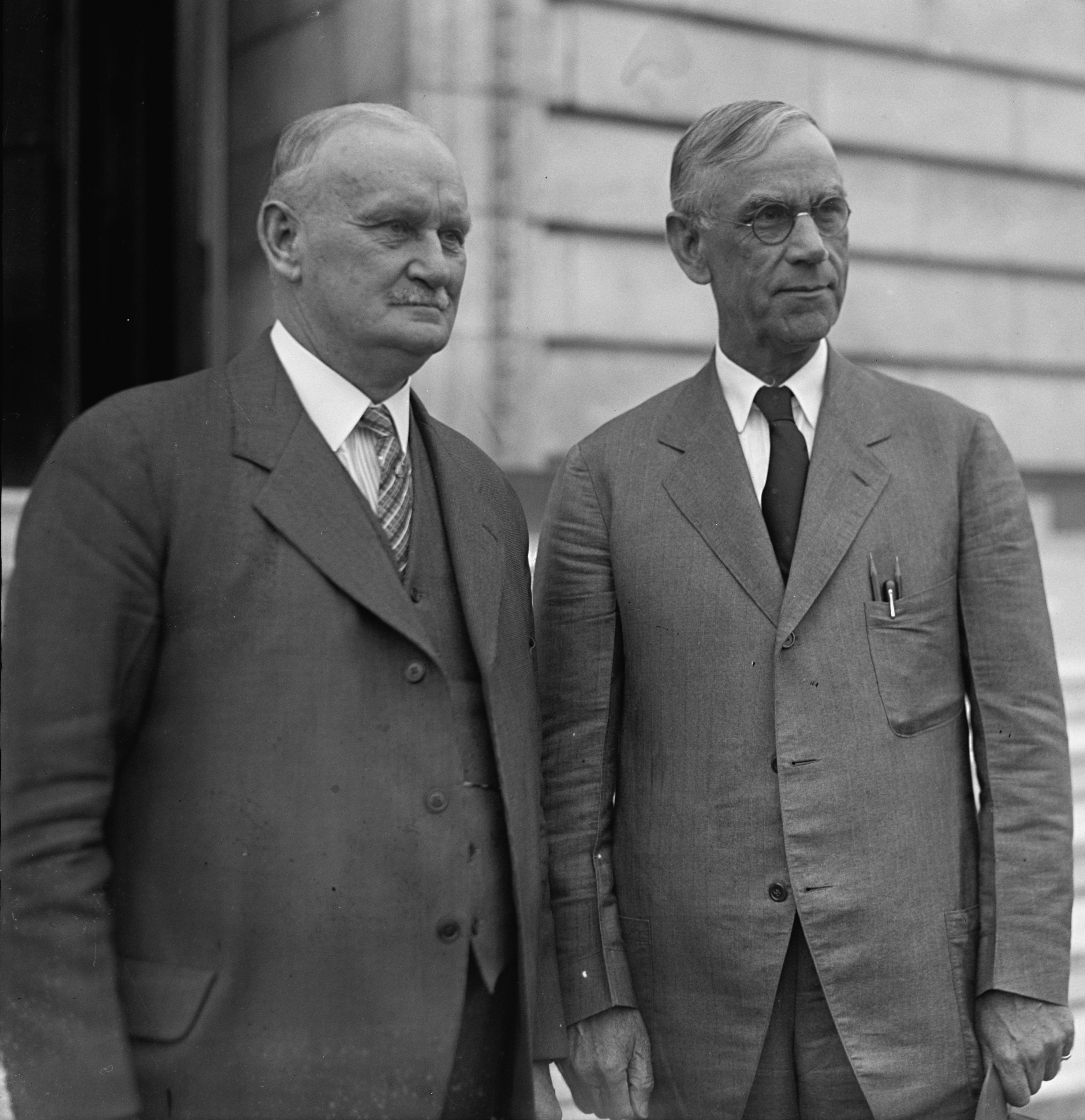
Hawley (links), Smoot (rechts)

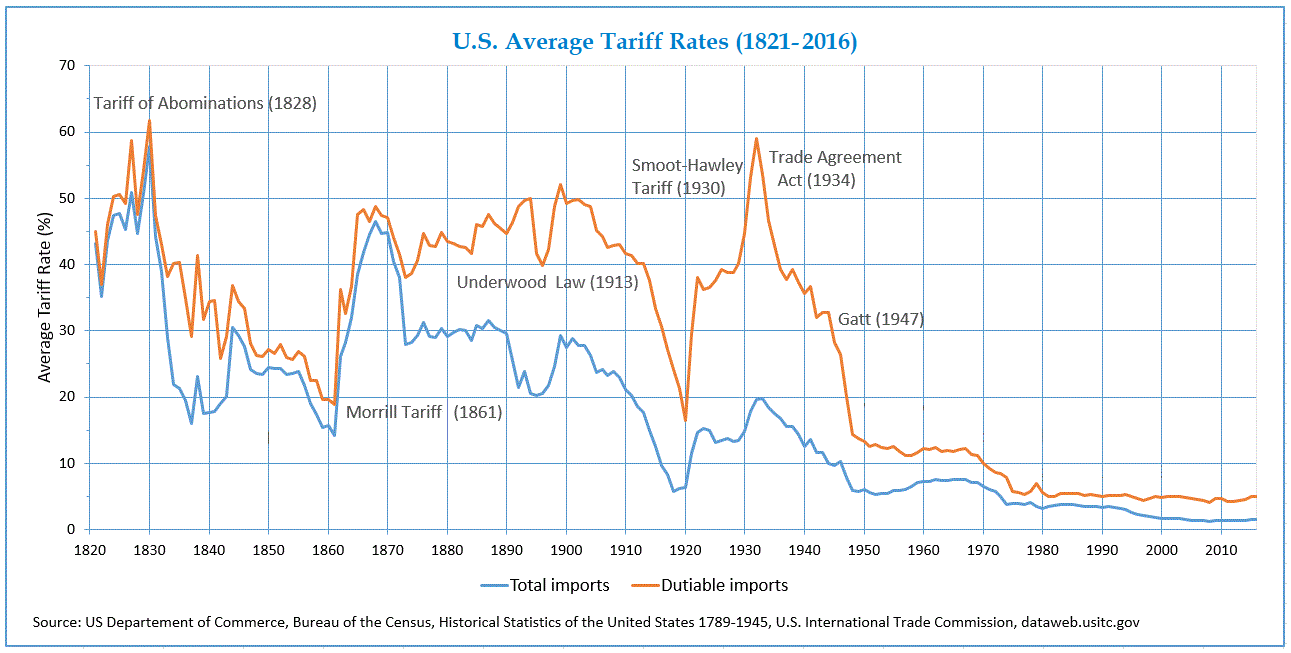
Gemiddelde invoerttarieven Verenigde Staten tussen 1821 en 2016

De Smoot-Hawley Tariff Act was een protectionistische wet voorgesteld door twee Amerikaanse congresleden, afgevaardigde Willis C. Hawley en senator Reed Smoot, ten tijde van de crisis van de jaren 1930 in de Verenigde Staten (VS). President van de Verenigde Staten Herbert Hoover keurde de wet goed op 17 juni 1930. Op twintigduizend importgoederen werden de importtaksen verhoogd.

## Aanleiding
Voorafgaand was er de beurskrach van 1929 en de droogte van de jaren 30, met als gevolg dat de oogsten mislukten en vele boeren in de armoede terecht kwamen. Vooral de bescherming van de landbouwers, door de import vanuit het buitenland te beperken, was de belangrijkste beweegreden om importtarieven te introduceren.

## Bespreking wetsvoorstel
In mei 1929 werd over de wet, om de invoertarieven voor agrarische en industriële goederen te verhogen, gestemd in het Huis van Afgevaardigden. Er waren 264 stemmen voor en 147 tegenstemmen, vóórstemmers waren 244 leden van de Republikeinse Partij en 20 Democraten. In maart 1930 werd de wet in stemming gebracht in de Senaat, 44 senatoren stemden voor en 42 tegen. Ook hier waren de Republikeinen overwegend vóór, slechts vijf Democraten stemden met hun mee.
In mei 1930 werd er een petitie ondertekend door 1028 economen, waarin president Hoover werd gevraagd om zijn veto uit te spreken over de wetgeving. Ook Henry Ford poogde Hoover te overtuigen om zijn veto uit te spreken, door het "een economische domheid" te noemen. Thomas W. Lamont, de bestuursvoorzitter van JP Morgan, zei dat hij "bijna op [zijn] knieën ging om Herbert Hoover te smeken om zijn veto uit te spreken over het idiote Hawley-Smoot-tarief".
Hoover sloot zich aan bij de economen omdat het de internationale samenwerking zou ondermijnen, desondanks ondertekende hij uiteindelijk het wetsvoorstel. Nadat het wetsvoorstel was aangenomen, verhoogden Canada en andere landen, waaronder Argentinië, Mexico, Frankrijk, Italië, Spanje en Australië, als vergelding hun invoertarieven op Amerikaanse goederen. Franklin Delano Roosevelt sprak zich uit tegen de wet tijdens zijn succesvolle campagne voor het presidentschap in 1932.

## Gevolgen
De Amerikaanse import vanuit Europa kelderde tussen 1929 en 1934 met meer dan 70% en de Amerikaanse export naar Europa daalde met meer dan 60%. En de mondiale handel daalde met 66% in dezelfde periode.

## Afschaffing
In 1934 met de Reciprocal Tariff Act onder de Democratische president Franklin Delano Roosevelt werd de wet afgeschaft.

## Economische analyse
De Tariff Act van 1930, beter bekend als de Smoot-Hawley Tariff Act, wordt beschouwd als een van de meest controversiële tariefwetten die ooit door het Amerikaanse Congres zijn aangenomen. De wet verhoogde het gemiddelde tarief op belaste importen van ongeveer 40% naar 47%, al zorgde prijsdeflatie tijdens de Grote Depressie ervoor dat het effectieve tarief tegen 1932 opliep tot bijna 60%. Het Smoot–Hawley-tarief werd ingevoerd terwijl de wereldeconomie in een ernstige neergang terechtkwam. De Grote Depressie van 1929–1933 betekende een economische ineenstorting, zowel voor de Verenigde Staten—waar het reële bbp met ongeveer 25% daalde en de werkloosheid boven de 20% uitkwam—als voor een groot deel van de wereld. Naarmate de internationale handel kromp, namen handelsbarrières toe, steeg de werkloosheid en daalde de industriële productie wereldwijd. Hierdoor schrijven velen een deel van de wereldwijde economische crisis toe aan het Smoot–Hawley-tarief. In hoeverre deze wetgeving bijdroeg aan de ernst van de Grote Depressie blijft onderwerp van discussie.
De econoom Douglas Irwin stelt dat de Smoot-Hawley Tariff Act weliswaar niet de primaire oorzaak was van de Grote Depressie, maar dat deze wel bijdroeg aan de ernst ervan door internationale vergeldingsmaatregelen uit te lokken en de wereldhandel te verminderen. De Smoot-Hawley-wet verhoogde het gemiddelde tarief op belaste invoer met 15 tot 18 procent. Wat de impact van Smoot-Hawley enigszins beperkte, was de beperkte omvang van de Amerikaanse handelssector op dat moment. Slechts een derde van de totale invoer in de Verenigde Staten in 1930 viel onder invoerrechten, en deze belaste goederen vertegenwoordigden slechts 1,4 procent van het bbp. Volgens Irwin is er geen bewijs dat de wetgeving haar doelstellingen van netto banengroei of economisch herstel heeft bereikt. Zelfs vanuit een Keynesiaans perspectief was het beleid contraproductief, aangezien de daling van de export groter was dan de afname van de import. Hoewel dalende buitenlandse inkomens een belangrijke factor waren in de ineenstorting van de Amerikaanse export, beperkte het tarief ook de buitenlandse toegang tot Amerikaanse dollars, waardoor de munt apprecieerde en Amerikaanse goederen minder concurrerend werden in het buitenland. Irwin benadrukt dat een van de schadelijkste gevolgen van de wet de verslechtering was van de handelsrelaties van de Verenigde Staten met belangrijke partners. De wet werd aangenomen op een moment dat de Volkenbond werkte aan een wereldwijde “tarievenbestand”, en de Smoot-Hawley Tariff werd breed gezien als een unilaterale en vijandige maatregel, die internationale samenwerking ondermijnde. Volgens Irwin was de belangrijkste langetermijnimpact dat de opgeroepen wrevel andere landen aanmoedigde om discriminerende handelsblokken te vormen. Deze preferentiële handelsregelingen leidden de wereldhandel weg van de Verenigde Staten en belemmerden het wereldwijde economisch herstel.
Volgens The Economist zorgde de Smoot-Hawley Tariff Act dat “… de wereldhandel met twee derde daalde. Het was zo catastrofaal voor de groei in Amerika en de rest van de wereld dat wetgevers het onderwerp sindsdien niet meer hebben aangeraakt. ‘Smoot-Hawley’ werd synoniem voor rampzalig beleid.”
Een meer terughoudende visie wordt vertegenwoordigd door de New-Keynesiaanse econoom Paul Krugman, die stelt dat tarieven niet de belangrijkste oorzaak waren van de Grote Depressie, maar eerder een reactie daarop, en dat protectionisme slechts een beperkte bron van allocatieve inefficiëntie vormt.